# Polizeiinspektion 1
Polizeiinspektion 1 è una serie televisiva poliziesca tedesca prodotta da Helmut Ringelmann ed andata in onda sull'emittente televisiva ARD dal 1977 al 1988. Interpreti principali sono Walter Sedlmayr, Elmar Wepper e Max Grießer; la serie fu diretta principalmente da Zbyněk Brynych e Michael Braun.
Della serie furono prodotte 10 stagioni, per un totale di 130 episodi. La prima puntata andò in onda il 1º ottobre 1977; l'ultima è stata trasmessa il 19 dicembre 1988.

## Descrizione
Protagonista della serie è un commissariato di polizia di Monaco di Baviera, a capo del quale c'è Franz Schöninger detto Franz. A lui si affiancano i colleghi Helmut Heinl e Robert "Bertl" Moosgruber.
Oltre alle indagini poliziesche, entra in scena anche la vita privata dei protagonisti: Franz è sposato con Elisabeth ed ha un figlio di nome Karli, mentre Helmut è sposato con Ilona ed ha una figlia di nome Susi.

## Episodi
| Stagione         | Episodi | Prima TV Germania | Prima TV Italia |
| ---------------- | ------- | ----------------- | --------------- |
| Prima stagione   | 13      | 1977              | inedita         |
| Seconda stagione | 13      | 1978              | inedita         |
| Terza stagione   | 13      | 1979-1980         | inedita         |
| Quarta stagione  | 13      | 1981              | inedita         |
| Quinta stagione  | 13      | 1982-1983         | inedita         |
| Sesta stagione   | 13      | 1983-1984         | inedita         |
| Settima stagione | 13      | 1984-1985         | inedita         |
| Ottava stagione  | 13      | 1985-1986         | inedita         |
| Nona stagione    | 13      | 1986              | inedita         |
| Decima stagione  | 13      | 1988              | inedita         |